# 民政部 (清朝)
民政部是清政府於1906年（光緒三十二年）設立的中央機構，總管民政內務。

## 沿革
光緒三十一年（1905年），設巡警部，置尚書，左、右侍郎各一人。警政、警法、警保、警學、警務五司，郎中五人（光绪三十二年（1906年）增二人），员外郎、主事各十六人（光绪三十二年增员外郎二人，主事四人。光绪三十四年增营缮司一人），小京官四人（光绪三十二年增五人），一、二、三等书记官各十人（仿七、八、九品笔帖式旧制。光绪三十二年改为八、九品录事）。习艺所员外郎一人，主事二人。
光緒三十二年（1906），更名民政部。置尚書，左、右侍郎各一人。設承政、參議兩廳，置參事二人。设民治、疆里、營繕、衛生，警政五司。宣统元年（1909年），定习艺所及消防队员额（如前所列）。宣統三年（1911），改尚書為大臣，侍郎為副大臣。
中華民國建立後，南京臨時政府设內務部，此后北京政府亦设内务部，取代了清政府的民政部。

## 编制
民政部设民政大臣，副大臣，左、右丞，左、右参议，各一人。承政厅员外郎，主事，小京官，各四人。参议厅参事二人。民治、警政、疆里、营缮、卫生五司，郎中八人（民治，警政、疆里各二人，馀各一人），员外郎十六人（民治、警政、营缮各四人，馀各二人），主事十八人（民治、警政各五人，营缮四人，馀各二人），小京官各一人。习艺所员外郎一人（兼充消防队总理），主事二人，五品警官五人（消防队三人。习艺所二人），六、七品警官各九人（消防队各六人。习艺所各三人），八、九品警官各十二人（消防队各八人。习艺所各四人。以上俱隶警政司），六、七品艺师各一人（隶营缮司），六、七品医官各一人（隶卫生司）。自警官以下俱奏补。八品录事二十人，九品录事三十二人（俱咨补）。

## 职能
民政大臣掌主版籍，整饬风教，绥靖黎物，以奠邦治。副大臣贰之。
- 民治司：掌编审户口，兼司保息乡政。
- 警政司：掌巡察禁令，分稽行政司法。
- 疆里司：掌经界图志，审验官民土地。
- 营缮司：掌陵寝工程，修治道路，并保守古迹祠庙。
- 卫生司：掌检医防疫，建置病院。

所辖：豫审所（后隶大理院），路工局，教养局，俱遴员分治之。

## 歷任部門負責人
巡警部尚書
- 徐世昌（1905年10月8日（光緒三十一年九月十日）—1906年11月6日（光緒三十二年九月廿日））

民政部尚書
- 徐世昌（1906年11月6日（光緒三十二年九月廿日）—1907年4月20日（光緒三十三年三月八日））
- 毓朗（1906年11月7日（光緒三十二年九月廿一日）—1907年4月20日（光緒三十三年三月八日））（暫署）
- 那桐（1907年4月21日（光緒三十三年三月九日）—1907年6月18日（光緒三十三年五月八日））（兼署）
- 善耆（1907年6月18日（光緒三十三年五月八日）—1911年5月8日（宣統三年四月十日））

民政大臣
- 善耆（1911年5月8日（宣統三年四月十日）—1911年8月15日（宣統三年閏六月廿一日））
- 桂春（1911年8月15日（宣統三年閏六月廿一日）—1911年10月30日（宣統三年九月九日））（署）
- 趙秉鈞（1911年10月30日（宣統三年九月九日）—1912年11月16日（宣統三年九月廿六日））（署）
- 趙秉鈞（1912年11月16日（宣統三年九月廿六日）—1912年2月12日（宣統三年十二月廿五日））